# Противочумный костюм

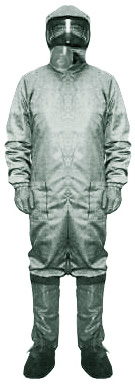
Противочумный костюм

Противочумный костюм — комплект специальной одежды, используемый персоналом медицинских учреждений при работе в условиях возможного заражения возбудителями особо опасных инфекций, в первую очередь чумы и оспы (последняя под вопросом); состоит из комбинезона (пижамы), двух халатов, капюшона, косынки, защитных очков, ватно-марлевой маски, резиновых перчаток, сапог, чулок и полотенца.
Этот комплект используется для защиты лиц в условиях повышенной опасности заражения. К примеру, согласно нормам по обеспечению требований биологической безопасности при проведении эпизоотологического мониторинга за гриппом птиц в природных условиях разбор полевого материала и вскрытие животных проводят исключительно в противочумном костюме.
В 1878 году В. В. Пашутин спроектировал противочумный костюм, снабжённый приспособлениями для фильтрации воздуха и вентиляции.

## Практическое применение
В данный момент противочумный костюм находит широкое применение в специализированных и медицинских учреждениях общей практики.
Согласно Постановлению «Об обеспечении мероприятий по санитарной охране Российской Федерации» от 04.07.2006 сотрудники санитарно-карантинных пунктов и санитарно-карантинных отделов в обязательном порядке обеспечиваются противочумными костюмами. Согласно действующим приказам Минздравсоцразвития машина скорой помощи противоинфекционной бригады оснащается комплектом из четырёх противочумных костюмов (Приказ «Об оснащении санитарного автотранспорта» от 01.12.2005).
Согласно законодательству г. Москвы (Приказ Комитета здравоохранения города Москвы от 12.08.1997) каждая больница города оснащается десятью противочумными костюмами, поликлиника — тремя, Клиническая инфекционная больница имеет 200, Станция скорой и неотложной медицинской помощи — 100 комплектов. Центр Госсанэпиднадзора в г. Москве получает 50 комплектов противочумного костюма.